# Овчинникова (присілок)
Овчи́нникова (рос. Овчинникова) — присілок у складі Слободо-Туринського району Свердловської області. Входить до складу Слободо-Туринського сільського поселення.
Населення — 55 осіб (2010, 88 у 2002).
Національний склад населення станом на 2002 рік: росіяни — 97 %.